# Funtana Coberta

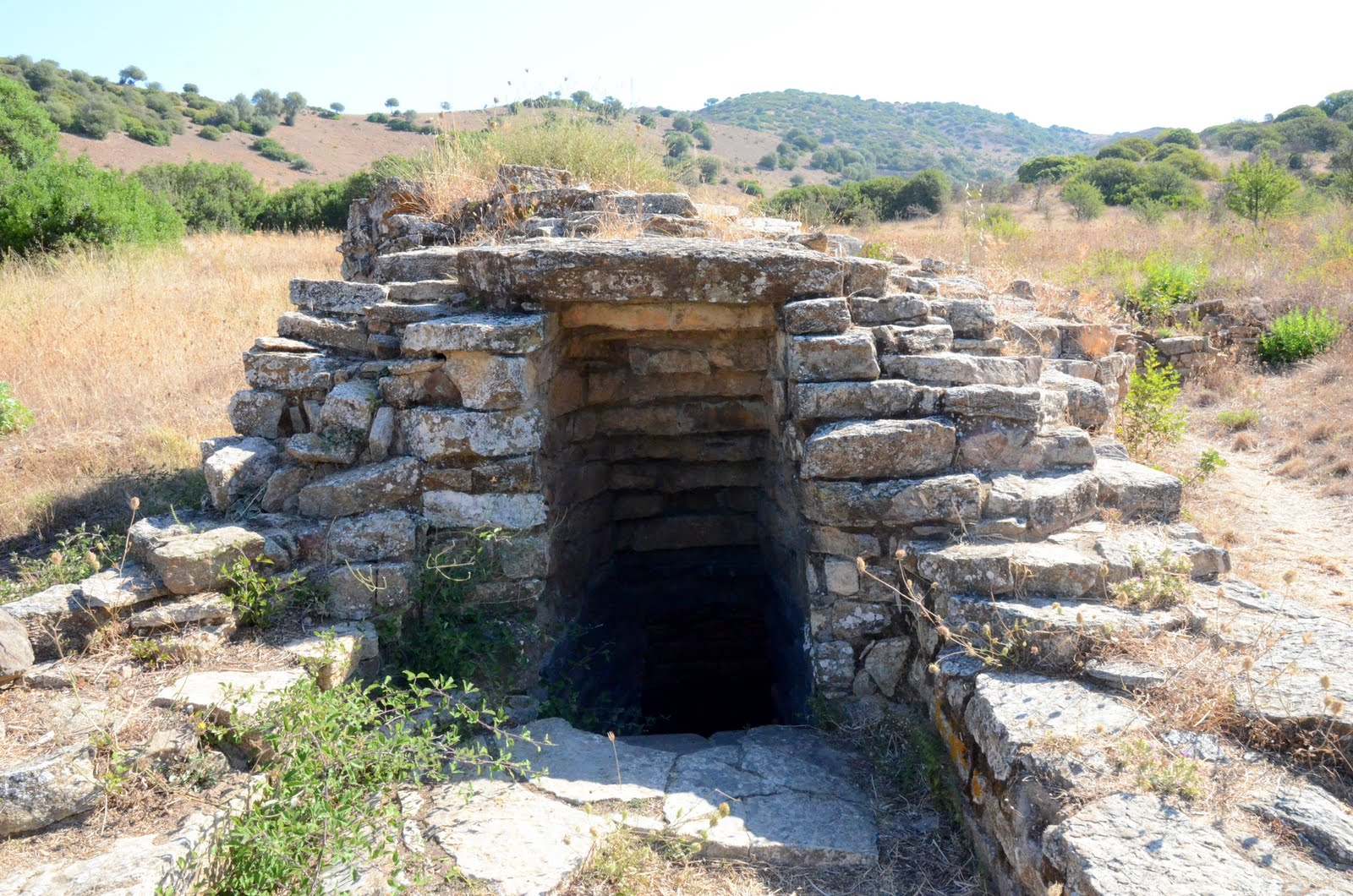

Funtana Coberta (Sardenha: Sa Funtana Coberta) é um poço sagrado (templo subterrâneo) em Sarrabus-Gerrei, uma sub-região tradicional da Sardenha, Itália. Com data compreendida entre 1200–850 a.C, está incluído no território de Ballao, na província de Cagliari. Foi escavado em 1918 por Antonio Taramelli e novamente em 1994 por Maria Rosaria Manunza.

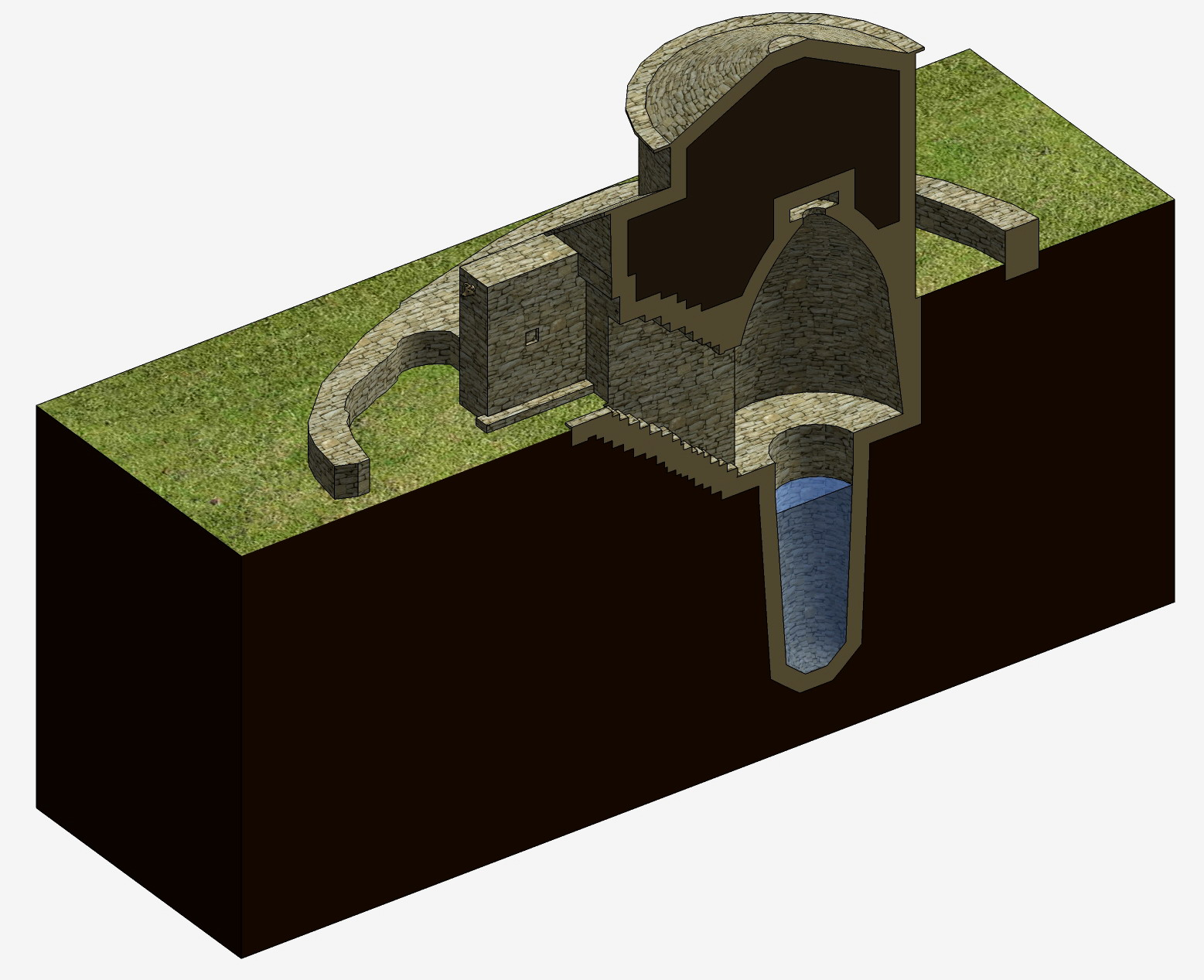
Reconstrução do Poço Funtana Coberta

É composto de rochas calcárias de formato aproximadamente paralelepípedo, com um comprimento de 10,60 metros. 